# Reading Football Club 2019-2020
Questa voce raccoglie le informazioni riguardanti il Reading Football Club nelle competizioni ufficiali della stagione 2019-2020.

## Maglie e sponsor[1]
| Casa | Trasferta |

Sponsor ufficiale: Casumo
Fornitore tecnico: Macron

## Rosa
Aggiornata al 4 marzo 2020.
| N. |                           | Ruolo | Calciatore             |
| -- | ------------------------- | ----- | ---------------------- |
| 1  | Inghilterra (bandiera)    | P     | Sam Walker             |
| 2  | Galles (bandiera)         | D     | Chris Gunter           |
| 4  | Inghilterra (bandiera)    | D     | Michael Morrison       |
| 5  | Stati Uniti (bandiera)    | D     | Matt Miazga (capitano) |
| 6  | Inghilterra (bandiera)    | D     | Liam Moore             |
| 8  | Inghilterra (bandiera)    | C     | Andy Rinomhota         |
| 9  | Inghilterra (bandiera)    | A     | Sam Baldock            |
| 10 | Inghilterra (bandiera)    | C     | John Swift             |
| 11 | Inghilterra (bandiera)    | C     | Jordan Obita           |
| 12 | Giamaica (bandiera)       | C     | Garath McCleary        |
| 14 | Inghilterra (bandiera)    | C     | Ovie Ejaria            |
| 15 | Inghilterra (bandiera)    | A     | Danny Loader           |
| 16 | Scozia (bandiera)         | D     | Tom McIntyre           |
| 17 | Ghana (bandiera)          | D     | Andy Yiadom            |
| 18 | Argentina (bandiera)      | A     | Lucas Boyé             |
| 19 | Costa d'Avorio (bandiera) | A     | Yakou Méïté            |

| N. |                          | Ruolo | Calciatore            |
| -- | ------------------------ | ----- | --------------------- |
| 20 | Brasile (bandiera)       | C     | Felipe Araruna        |
| 21 | Francia (bandiera)       | C     | Michael Olise         |
| 23 | Nigeria (bandiera)       | A     | Sone Aluko            |
| 24 | Inghilterra (bandiera)   | D     | Tyler Blackett        |
| 25 | Kenya (bandiera)         | A     | Ayub Masika           |
| 26 | Scozia (bandiera)        | C     | Charlie Adam          |
| 27 | Inghilterra (bandiera)   | D     | Omar Richards         |
| 29 | Guinea-Bissau (bandiera) | C     | Pelé                  |
| 31 | Portogallo (bandiera)    | A     | Lucas João            |
| 32 | Inghilterra (bandiera)   | C     | Ryan East             |
| 33 | Brasile (bandiera)       | P     | Rafael                |
| 34 | Inghilterra (bandiera)   | D     | Gabriel Osho          |
| 36 | Inghilterra (bandiera)   | D     | Ramarni Medford-Smith |
| 46 | Inghilterra (bandiera)   | D     | Jeriel Dorsett        |
| 47 | Romania (bandiera)       | A     | George Pușcaș         |